# Silwad
Silwad (àrab: سلواد, Silwād) és un municipi palestí en la governació de Ramal·lah i al-Bireh al centre de Cisjordània, situat a 5 kilòmetres de l'autopista Nablus-Jerusalem. Segons l'Oficina Central d'Estadístiques de Palestina (PCBS), tenia 7.836 habitants en 2016. Es troba a 860 metres sobre el nivell del mar.

## Etimologia
Els historiadors han argumentat l'etimologia del nom de Silwad. Alguns van debatre que es deriva de les paraules lisan i wad , que significa "llengua de la vall", ja que la ciutat està envoltada per muntanyes de tots costats, mentre que la ciutat apareix com una llengua enmig de les muntanyes. Uns altres afirmen que "Silwad" prové de les paraules "sal" i "wad", que significa "una vall corrent".

## Clima
El clima és mediterrani-muntanyenc. Silwad experimenta hiverns freds i humits amb alguns dies de neu gairebé tots els anys i amb una precipitació anual mitjana de prop de 750 mil·límetres (29,5 polzades). Els estius són secs i suaus. Aquest clima és apte per al cultiu de cireres, nectarina, kiwi, préssec, raïm i oliva).

## Història
Silwad era habitada en l'era mameluc i en els primers anys de l'Imperi Otomà. En la primavera de 1697, Henry Maundrell assenyalà dues «viles àrabs» primer Geeb i després Selwid, ambdues al costat occidental de la carretera cap sud de Nablus a Jerusalem. Edward Robinson identifica aquestes dues viles com Jibiya i Silwad.
En 1838 Selwad fou registrada com una vila musulmana a la nàhiya o districte de Beni Murrah, al nord de Jerusalem. Una llista de viles otomanes de 1870 hi comptava 205 cases i una població de 817 a Silwad, encara que entre la població només hi comptava els homes.
En 1882 el Survey of Western Palestine del Fons per a l'Exploració de Palestina la descrivia com a situada en un turó, i hi havia tombes antigues i una bella deu. En 1896 la població de Silwad s'estimava en unes 1.845 persones.

### Època del Mandat Britànic
En el cens de Palestina de 1922, organitzat per les autoritats del Mandat Britànic Silwad tenia 1.344 musulmans, incrementats en el cens de 1931 a 1.631 musulmans i 4 cristians, en un total de 380 cases.
En el cens de 1945 la població era de 1.910 musulmans, mentre que l'àrea total de terra era de 14,186 dúnams, segons una enquesta oficial de terra i població. D'aquests, 12,909 eren plantacions i terra de rec, 2,496 per cereals, mentre 72 dúnams eren sòl edificat.

### Després de 1948
En la vespra de guerra araboisraeliana de 1948, i després dels acords d'armistici araboisraelians de 1949, Silwad fou ocupada pel regne haixemita de Jordània. Jordània confiscà terres de Silwad i Ein Yabrud per construir un campament militar abans de la Guerra dels Sis Dies. Després de la Guerra dels Sis Dies de 1967 va romandre sota l'ocupació israeliana. Segons els acords d'Oslo, l'àrea urbanitzada de Silwad està sota l'administració de l'Autoritat Palestina.

#### La confiscació de terres
Els edificis jordans van formar la base inicial de l'assentament israelià d'Ofra fundat el 1975. Els plans per a una major expansió d'Ofra en aquest terreny el 2011 van provocar reptes legals i disputes públiques.
Els habitants de Silwad han demanat al Tribunal Superior que se'ls permeti cultivar les seves terres tradicionals a les quals se'ls va denegar l'accés durant una dècada. Demanaren el dret a accedir a uns 3.100 dúnams, una quarta part de les terres de Silwad que han estat bloquejades pels colons. La terra de cultiu que ha estat bloquejada d'aquesta manera inclou propietats de vilatans de Taibe, Ein Yabrud i Deir Jarir. Les Forces de Defensa d'Israel van bloquejar als habitants de Silwad l'accés a les seves terres agrícoles quan estaven escortats per activistes pacifistes; No s'hi podia entrar a aquestes terres directament des del poble sinó només a través de l'assentament israelià d'Ofra. L'incident es va produir després d'haver obtingut permís per entrar-hi, sota l'acompanyament de voluntaris de Yesh Din.

#### Incident del 3 de març de 2002
Segons un informe local, un empleat de Silwad, Thaer Hamad, de 22 anys, va usar un fusell Mauser de l'exèrcit jordà de la Segona Guerra Mundial, propietat del seu pare, per disparar des d'un turó proper al control israelià de Wadi Haramiya, a prop dels assentaments israelians d'Ofra i Shilo, matant set soldats i ferint tres colons civils. Va deixar que una dona colon i els seus dos fills il·lesos. Li ho va dir a una persona de confiança, la paraula es va filtrar i finalment va ser arrestat a l'octubre de 2004, va ser jutjat i sentenciat a 11 sentències perpètues. Thaer havia vist el seu oncle (Nabil Hammad), assassinat quan era nen, durant la Primera Intifada, i un altre tret mort per les forces israelianes durant la Intifada d'Al-Aqsa. Robi Danelin, la mare d'un dels soldats morts, que va dir que el seu fill havia servit amb renuencia a Cisjordània, va escriure una carta de reconciliació amb la família de Hamad. La seva carta va ser rebutjada per Thaer, qui va rebutjar bruscament el que va qualificar d'una equació entre víctimes entre soldats en un exèrcit d'ocupació i màrtirs assassinats en el curs de la seva lluita per la llibertat. L'episodi va ser la base de la trama de la pel·lícula Eyes of a Thief de Najwa Najjar en 2014.

#### Incident del 24 d'octubre de 2014
Orwa Abd al-Wahhab Hammad (14/17), un ciutadà estatunidenc que va venir de Nova Orleans a Cisjordània quan tenia 6 anys, i era cosí de Thaer Hamad, va ser assassinat a trets amb una bala al coll que va sortir del seu cap durant una manifestació al poble, segons informes per un francotirador israelià. Va ser el segon adolescent assassinat pel foc de la FID a Cisjordània en 8 dies, el 10 des de principis de 2014, i va afegir al total de 34 víctimes palestines de trets de l'IDF a civils a Cisjordània des de mitjans de juny. En diversos informes fonts de les FDI li van disparar quan va llançar una bomba, o que un adult li van disparar quan va encendre un còctel molotov i es preparava per tirar-lo a la Carretera 60. His cousin said he was among a group of rock-throwing Palestinians.